# The 5 Mrs. Buchanans
The 5 Mrs. Buchanans (Les Cinq Dames Buchanan) est un feuilleton télévisé américain créé par Marc Cherry et Jamie Wooten en 1994.

## Synopsis
Le quotidien de cinq femmes. Alex, propriétaire d'un magasin d'antiquités, est mariée à Roy Buchanan, le fils aîné, et est l'ennemie de sa belle-mère. Delilah, la blonde stéréotypé, est mariée à Charles, le prédicateur. Vivan, femme au foyer névrotique et narcissique, est marié à Ed et est mère de deux enfants. Bree, naïve, enfantine et vaniteuse, est mariée à Jesse. Enfin, Emma, la mère des quatre fils, est une femme impitoyable et au caractère bien trempé, a dû élever seule ses enfants après que son mari l'est quittée.

## Distribution
- Judith Ivey : Alexandria "Alex" Issacson Buchanan
- Beth Broderick : Delilah Buchanan
- Harriet Sansom Harris : Vivian Buchanan
- Charlotte Ross : Bree Larson Buchanan
- Eileen Heckart : Emma Buchanan